# LIPH
LIPH (англ. Lipase H) – білок, який кодується однойменним геном, розташованим у людей на короткому плечі 3-ї хромосоми. Довжина поліпептидного ланцюга білка становить 451 амінокислот, а молекулярна маса — 50 859.
| 10         |  | 20         |  | 30         |  | 40         |  | 50         |
| ---------- |  | ---------- |  | ---------- |  | ---------- |  | ---------- |
| MLRFYLFISL |  | LCLSRSDAEE |  | TCPSFTRLSF |  | HSAVVGTGLN |  | VRLMLYTRKN |
| LTCAQTINSS |  | AFGNLNVTKK |  | TTFIVHGFRP |  | TGSPPVWMDD |  | LVKGLLSVED |
| MNVVVVDWNR |  | GATTLIYTHA |  | SSKTRKVAMV |  | LKEFIDQMLA |  | EGASLDDIYM |
| IGVSLGAHIS |  | GFVGEMYDGW |  | LGRITGLDPA |  | GPLFNGKPHQ |  | DRLDPSDAQF |
| VDVIHSDTDA |  | LGYKEPLGNI |  | DFYPNGGLDQ |  | PGCPKTILGG |  | FQYFKCDHQR |
| SVYLYLSSLR |  | ESCTITAYPC |  | DSYQDYRNGK |  | CVSCGTSQKE |  | SCPLLGYYAD |
| NWKDHLRGKD |  | PPMTKAFFDT |  | AEESPFCMYH |  | YFVDIITWNK |  | NVRRGDITIK |
| LRDKAGNTTE |  | SKINHEPTTF |  | QKYHQVSLLA |  | RFNQDLDKVA |  | AISLMFSTGS |
| LIGPRYKLRI |  | LRMKLRSLAH |  | PERPQLCRYD |  | LVLMENVETV |  | FQPILCPELQ |
| L          |  |            |  |            |  |            |  |            |

A: Аланін

C: Цистеїн

D: Аспарагінова кислота

E: Глутамінова кислота

F: Фенілаланін

G: Гліцин

H: Гістидин

I: Ізолейцин

K: Лізин

L: Лейцин

M: Метіонін

N: Аспарагін

P: Пролін

Q: Глутамін

R: Аргінін

S: Серин

T: Треонін

V: Валін

W: Триптофан

Кодований геном білок за функцією належить до гідролаз. 
Задіяний у таких біологічних процесах як метаболізм ліпідів, деградація ліпідів. 
Білок має сайт для зв'язування з молекулою гепарину. 
Локалізований у мембрані.
Також секретований назовні.